# Proges
PROGES (vormals „Verein für prophylaktische Gesundheitsarbeit“ – PGA) ist ein österreichischer Gesundheitsdienstleister. Als Non-Profit-Organisation ist PROGES österreichweit in den Bereichen Gesundheitsförderung, Prävention, Therapie und Aus- und Weiterbildung tätig. Der gemeinnützige Verein arbeitet eigenständig und überkonfessionell und ist keiner politischen Partei zugeordnet. PROGES hat seinen Hauptsitz in Linz, Österreich. Weitere Standorte betreibt PROGES in Wels, Perg und Ried sowie in Eisenstadt, Klagenfurt und Wien.

## Geschichte
Der Verein wurde 1988 vom Obmann der Oberösterreichischen Gebietskrankenkasse (OÖGKK) Helmut Oberchristl, mit dem Ziel Vorsorgekonzepte zu entwickeln und umzusetzen, gegründet.
Mit 1. Januar 2015 übernahm Doris Formann die Geschäftsführung der Organisation.
Am 14. September 2017 wurde der Verein in PROGES umbenannt.

## Geschäftsfelder
Die Organisation gliedert sich in folgende Geschäftsfelder:
- Gesundheitsförderung
- Prävention
- Therapie
- Akademie

und der Stabsstelle
- Kompetenzzentrum Primärversorgung

### Gesundheitsförderung
PROGES berät und begleitet Institutionen, Gemeinden, Betriebe und andere Einrichtung bei der Umsetzung von gesundheitsfördernden Programmen. Ziel ist, eine wirksame Gesundheitsförderung für lokale Bedürfnisse gemeinsam mit den Betroffenen zu entwickeln.

### Prävention
PROGES ist in der Präventionsarbeit Vorreiter bei der Zahngesundheitserziehung. PROGES stellt Kindern und Jugendlichen in Form von Workshops konkrete Strategien zur Verfügung, die zur Stärkung des eigenen Körperbildes und des Selbstbewusstseins beitragen.

### Therapie
PROGES bietet Physiotherapie, Ergotherapie und Logopädie in zwei Therapiezentren in Ried und Perg, sowie Mobile Therapie an. Die Serviceeinrichtung Clearingstelle Psychotherapie unterstützt auf dem Weg zur richtigen Behandlung. Psychotherapie wird an über 40 Standorten in Oberösterreich sowie in den Therapiezentren angeboten. Die CliniClowns OÖ sind ebenfalls Teil von PROGES.

### Akademie
Die PROGES Akademie unterstützt mit ihrem Aus- und Weiterbildungsprogramm bei der Entwicklung der persönlichen oder beruflichen Gesundheitskompetenz. Sie trägt das Qualitätssiegel der OÖ Erwachsenenbildung und ist Ö-Cert-Qualitätsanbieter.

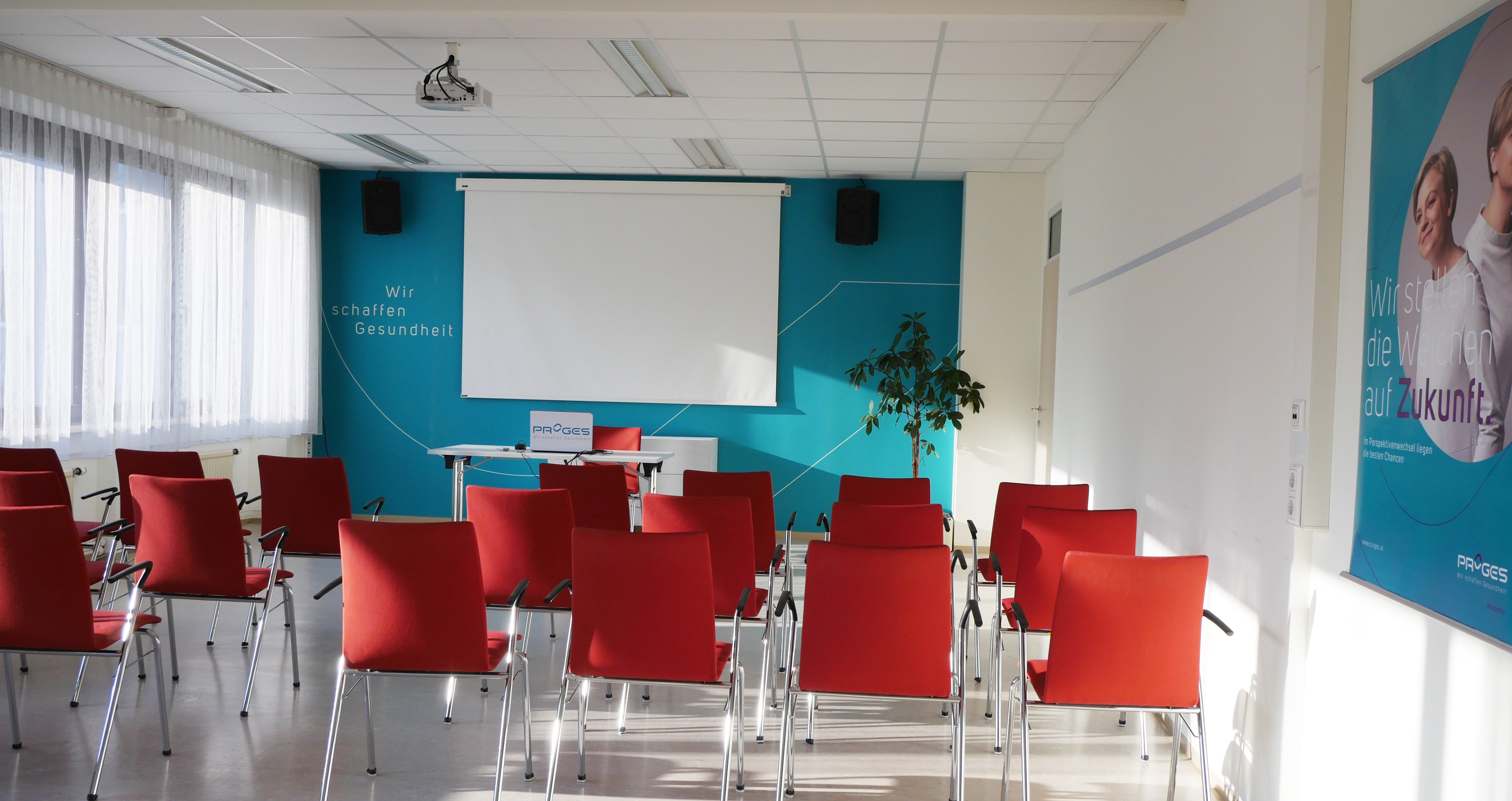
(c) PROGES

### Kompetenzzentrum Primärversorgung
Bund, Länder und Sozialversicherung haben die Stärkung der Primärversorgung zum Ziel erklärt. PROGES bietet eine inhaltlich und fachlich fundierte Informations- und Begleitstruktur zur Entwicklung und Implementierung dieses neuen Versorgungskonzeptes.

## Finanzierung
Die Finanzierung erfolgt über Spendenbeiträge, Mitgliedsbeiträge, Förderungen durch Bund, Land und Partner, projektbezogene Zuschüsse sowie Beiträge für Seminare, Lehrgänge und Workshops.

## Auszeichnungen
Der Verein hat folgende Auszeichnungen gewonnen:
- 1998: Bestes Gesundheitsprojekt Europas
- 1998: Österreichischer Staatspreis für Beschäftigung
- 1999: Gesundheitspreis der Stadt Wien
- 1999: Österreichischer Staatspreis für Beschäftigung
- 2000: Gesundheitspreis der Stadt Linz
- 2001: Bestes Kinder-Zahnprophylaxeprojekt der Welt
- 2001: Familienfreundlichstes Unternehmen Österreichs
- 2004: OÖ Internet Publikumspreis iVent für die CliniClowns OÖ
- 2006: Gesundheitspreis der Stadt Wien für das Zahntheater
- 2007: Gesundheitspreis der Stadt Linz für das Aufklärungsbuch von Lovetour
- 2008: Gesundheitsvorsorgepreis Österreich des BL NÖ für Lovetour
- 2009: Österreichischer Kommunikationspreis für das Theaterstück der Zahngesundheitsförderung
- 2011: Gesundheitspreis der Stadt Linz für das Gesundheitswörterbuch
- 2013: Caesar für die CliniClowns OÖ in der Kategorie Digitale & interaktive Medien
- 2014: Gesundheitspreis der Stadt Linz für das Projekt „Auf gesunde Nachbarschaft“
- 2014: Österreichischer Vorsorgepreis für die Ischler Gesundheitswerkstatt
- 2016: Verleihung des Gütesiegels für Betriebliche Gesundheitsförderung
- 2017: Gesundheitspreis der Stadt Linz für Gesundheitsförderung im Stadtteil Franckviertel
- 2019: Auszeichnung mit dem Gütesiegel für Betriebliche Gesundheitsförderung (BGF)